# Alone in the Dark (serie)
Alone in the Dark es una serie de videojuegos del género de Videojuegos de terror creados por Infogrames (hoy por Atari). El personaje principal es el detective privado Edward Carnby (véase Personajes de Alone in the Dark), que recibe encargos que incluyen investigar casas encantadas o un pueblo de zombis. La historia está basada en los escritos de Howard Phillips Lovecraft, aunque en las secuelas del primer juego se aprecian influencias de otras fuentes como el vudú, el Salvaje Oeste (Wild West) estadounidense o la obra de H. R. Giger.
En 2005 se estrenó la película Alone in the Dark. Basada en la cuarta entrega de la serie, Alone in the Dark: The New Nightmare, la película tiene poca (o ninguna) relación con la trilogía original de los años noventa. En 2009 se estrenó la segunda película, Alone in the Dark II: Fate of Existence, directamente al mercado de DVD.

## Origen
El motor original del juego fue diseñado por Frédérick Raynal como un pequeño proyecto independiente en el seno de Infogrames. Con la ayuda de Didier Chanfray, que realizó los modelos en 3D, se creó un prototipo que permitía seguir la evolución de un personaje dentro de un desván, todo en tres dimensiones. El prototipo fue mejorándose y la dirección de Infogrames puso en marcha el proyecto In the Dark (el proyecto cambiaría varias veces de nombre a lo largo de la etapa de desarrollo hasta adoptar la denominación final de Alone in the Dark. Frédérick Raynal fue elegido para dirigir el proyecto.
Poco después de la salida al mercado de Alone in the Dark, surgió un desacuerdo importante entre el equipo y Bruno Bonnell (presidente de Infogrames) con respecto al rumbo que debía tomar la secuela del juego. La dirección de Infogrames quería una secuela con más acción, mientras que el equipo prefería mantenerse en la línea del género survival horror. Como consecuencia de estas discrepancias, la mayor parte del equipo abandonó Infogrames para fundar una nueva empresa llamada Adeline Software International y no participó en el desarrollo de Alone in the Dark 2.

## Los juegos de la serie
| Título                                      | Año  | Desarrollador        |
| ------------------------------------------- | ---- | -------------------- |
| Alone in the Dark                           | 1992 | Infogrames           |
| Alone in the Dark 2                         | 1993 | Infogrames           |
| Jack in the Dark                            | 1994 | Infogrames           |
| Alone in the Dark (3DO)                     | 1994 | Interplay            |
| Alone in the Dark 3                         | 1994 | Infogrames           |
| Alone in the Dark 2 (3DO)                   | 1995 | Interplay            |
| Alone in the Dark: Jack is Back(*)          | 1996 | Infogrames           |
| Alone in the Dark: Ghosts in Town(**)       | 1996 | Infogrames           |
| Alone in the Dark: The New Nightmare        | 2001 | Infogrames/Darkworks |
| Alone in the Dark: Near Death Investigation | 2008 | Atari/Eden Games     |
| Alone in the Dark: Inferno(***)             | 2008 | Atari/Eden Games     |
| Alone In The Dark                           | 2024 | THQ Nordic           |

(*) Versión de Alone in the Dark 2 para PlayStation y Sega Saturn.
(**) Versión de Alone in the Dark 3 para Windows 95.
(***) Versión de Alone in the Dark: Near Death Investigation para PlayStation 3

### Alone in the Dark
Es el primer juego de la saga, considerado por muchos como el primer videojuego del género de survival horror.
El jugador tiene al principio la posibilidad de elegir a su personaje entre dos opciones: el detective Carnby, contratado para investigar el extraño suicidio del dueño de la mansión (Jeremy Hartwood); o bien podemos elegir una mujer, Emily Hartwood, sobrina del dueño de la mansión, quien acude a investigar por su cuenta lo ocurrido con su tío. A continuación veremos una secuencia que a modo de introducción nos muestra el recorrido del personaje en su camino a la siniestra mansión de Derceto, en la cual se introduce justo después de la puesta del sol. La secuencia continúa con nuestro protagonista recorriendo los pasillos y escaleras hasta llegar al desván, momento en el cual tomamos por primera vez el control total del personaje dando así comienzo al juego. A partir de ese momento el jugador deberá explorar la mansión para encontrar una salida, mientras se enfrenta a enemigos sobrenaturales y resuelve diversos enigmas.
Alone in the Dark fue toda una revolución técnica en su época. Utilizaba gráficos poligonales en 3D para los personajes, combinados con escenarios dibujados muy detalladamente en 2D. Las tarjetas gráficas de entonces no permitían mover un gran número de polígonos, por lo que el aspecto de los personajes no era demasiado real. Sin embargo, las animaciones gozaban de una suavidad y naturalidad inéditas hasta la fecha. Además, la perspectiva cambiaba según se movía el jugador, lo cual, unido a lo anteriormente mencionado y a unas excelentes melodías y efectos sonoros, dotaba al juego de una ambientación superior a la de cualquier otro visto hasta la fecha.

### Alone in the Dark 2
Es la secuela del primer Alone in the Dark, pero adopta un enfoque distinto de su predecesor. Alone in the Dark 2 da una mayor importancia a la acción y a la lucha, con un especial énfasis en las armas de fuego. Este cambio en el enfoque motivó un conflicto en Infogrames (véase el apartado "Origen" de este artículo, más arriba).
Técnicamente el juego está por encima de su predecesor. Incorpora más polígonos en los personajes y algunos detalles como ciertas animaciones en los escenarios. Sin embargo comparándolo con la primera parte, el salto cualitativo fue mucho menor que el que produjo la salida del anterior juego.

### Jack in the Dark
Ediciones posteriores de Alone in the Dark y Alone in the Dark 2 incluyeron en el CD a Jack in the Dark, una breve aventura protagonizada por Grace Sounders. Encerrada en una pequeña juguetería en la noche de Halloween, Grace debe salvar a Papá Noel de una malvada caja sorpresa. Jack in the Dark es un juego de aventura que se centra exclusivamente en la resolución de enigmas y no tiene escenas de lucha.

### Alone in the Dark 3
El último juego de la trilogía original, Alone in the Dark 3, lanzado para PC en 1994, trata de regresar al estilo de la primera entrega de la saga. Aunque los principales enemigos siguen siendo hombres con armas de fuego, se ha restado importancia a la lucha y ésta es ahora menos difícil. Carnby tiene a menudo la oportunidad de huir de sus adversarios o de derrotarlos por medios no violentos, y se vuelve a dar relevancia a los enigmas. Además, dado que los enemigos están armados con revólveres en vez de con ametralladoras (como sucedía en Alone in the Dark 2), el jugador recibe menos daño en los combates.
El tema gira en torno a un misterioso pueblo usado como escenario para el rodaje de una película ambientada en el Salvaje Oeste, pero en el que inexplicablemente ha desaparecido todo el equipo de rodaje. Carnby acudirá a investigar lo sucedido y se verá atrapado en ese extraño lugar repleto de "vaqueros zombies" que lo atacan con revólveres y rifles. Más adelante en el juego, aparecerán también zombis tambaleantes y autómatas de corte más tradicional. En la parte final, el concepto de mutación radiactiva adquiere importancia, y el jugador termina enfrentándose a algunas criaturas monstruosas, producto de la radiación.
Al igual que en Alone in the Dark 2, este juego es más lineal que el primero de la saga. A pesar de que Slaughter Gulch es un pueblo de gran tamaño, muchos caminos están bloqueados por tiradores invencibles que matan a Carnby si se aproxima lo suficiente. Esto obliga al jugador a entrar y explorar los edificios en un orden establecido.
Una versión de Alone in the Dark 3 para Windows 95 bajo el nombre de Alone in the Dark: Ghosts in Town fue lanzada por Infogrames en 1996.

### Alone in the Dark: The New Nightmare
Concebido como la nueva generación en la saga Alone in the Dark, Alone in the Dark: The New Nightmare es un juego del género survival horror. Destaca la influencia que ha recibido de la saga Resident Evil, lo cual se percibe en el estilo de juego y en los controles.
La historia del juego es un regreso a la atmósfera de terror del original. No obstante, mientras que el original hacía uso de la mitología de Cthulhu para explicar los hechos sobrenaturales que tienen lugar, The New Nightmare se inclina más por el terror biológico del estilo de H. R. Giger.
El jugador puede elegir a su personaje entre Edward Carnby (un curtido investigador de lo paranormal) y Aline Cedrac (una animada chica de carácter más intelectual). Ambos se encuentran atrapados en Shadow Island, una isla encantada en la que, según se rumorea, la sombras cobran vida. El jugador se ve muy pronto atacado por "criaturas de la oscuridad", que surgen de la nada y parecen vivir entre las sombras. Más adelante, se descubre que estas "criaturas de la oscuridad" son formas de vida con una estructura más bien parecida a la de un mineral que a la de un animal y basadas en el silicio, y que provienen del centro de la tierra, un vasto espacio de tenebrosas cavernas conocido como "el Mundo de la Oscuridad". Aparentemente, Shadow Island posee una de las muchas entradas a este universo subterráneo que existen en el mundo.
La luz desempeña un papel muy importante en el juego. Por ejemplo, los enemigos huyen de la luz, pues ésta los transforma en arena. Así, se puede emplear la linterna para repelar a ciertas criaturas, o usar munición luminosa como "balas de magnesio" y "proyectiles de fósforo" para matarlas. Además, el jugador debe usar la linterna para iluminar lugares oscuros y así descubrir objetos y detalles ocultos.
Aparte del nombre del protagonista, no existe ninguna relación entre la historia de Alone in the Dark: The New Nightmare y la de la trilogía original. Tampoco mantiene relación alguna con el equipo desarrollador original de Infogrames que se encargó de las anteriores entregas, pues este juego fue asumido por Darkworks.
Fue lanzado en 2001 para PC, PlayStation, Dreamcast y PlayStation 2, junto con una versión portátil para Game Boy Color desarrollada por Pocket Studios.

### Alone in the Dark (2008)
El 16 de septiembre de 2005, Sony anunció que se estaba preparando una nueva entrega de Alone in the Dark que se vendería sólo para la consola PlayStation 3. Sin embargo, Atari confirmó en abril de 2006 que Alone in the Dark: Near Death Investigation (título que en principio iba a tener), la quinta entrega oficial de la saga, se encontraba en desarrollo para PC, PlayStation 2, XBox 360, Wii y PlayStation 3. Las versiones de PC, XBox 360, Wii y PlayStation 2 se lanzaron el 30 de junio de 2008. La última versión aparecida fue la de PlayStation 3, lanzada en noviembre de 2008, con el título Alone in the Dark: Inferno, y el retraso se debe a que varios fallos en la jugabilidad que poseían las anteriores versiones y fueron omitidas en esta versión optimizada de PlayStation 3.
La historia del mismo nos cuenta una aventura de Edward Carnby en Central Park (Nueva York) en la actualidad. Cuando empezamos el juego, Carnby no recuerda nada de su pasado, y tendrá que ir recopilando datos de sus recuerdos a lo largo del juego, en una apocalíptica noche, empezando en un hotel y terminando en las entrañas de Central Park para salvar el mundo que conocemos.
Esta nueva entrega tiene muchas novedades respecto a las antiguas. La interacción con los escenarios es casi completa, con los objetos que el jugador vaya recogiendo (los cuales se van guardando en la chaqueta del protagonista) puede crear muchos tipos de armas o explosivos. Como si de una serie de televisión se tratara, han dividido el juego en capítulos, los cuales casi todos están disponibles desde el principio del juego, teniendo la libertad el jugador de avanzar escenas o episodios sin miedo a quedarse atascado en algún puzle o acertijo. Esto tiene un precio a pagar, y es que si el jugador decide hacer esto no podrá conseguir gran parte de los logros (XBox 360) o de los trofeos (PlayStation 3) que posee.
Al principio, el juego iba a llamarse Alone in the Dark: Near Death Investigation, pero finalmente se optó por dejar el mismo título que la primera entrega original. Es decir, Alone in the Dark a secas.

## Las películas
A día de hoy, existen dos películas basadas en Alone in the Dark:

### Alone in the Dark
En 2005 se estrenó el largometraje del género de terror Alone in the Dark, dirigido por Uwe Boll y protagonizado por Christian Slater en el papel de Edward Carnby y Tara Reid como Aline Cedrac. El filme, que pretende ser una continuación del argumento del videojuego Alone in the Dark: The New Nightmare, resultó ser un fracaso comercial y fue muy mal acogido por la crítica.

### Alone in the Dark II: Fate of Existence
Esta secuela de la película original se estrenó directamente en el mercado de DVD en el año 2009. En la película, Edward Carnby (personaje que fue interpretado por Christian Slater en la primera parte) está interpretado por el actor coreano Rick Yune, y está dirigida por Michael Roesch y Peter Scheerer, guionistas de la primera película (Uwe Boll aquí únicamente ejerce como productor).
Esta segunda película no está vinculada en ningún apartado con la primera, ya que narra una historia completamente distinta, e incluso Edward Carnby parece otro personaje. La historia cuenta como un grupo de mercenarios contrata a Edward Carnby para buscar y aniquilar a una malvada bruja que está amenazando la paz mundial. Alone in the Dark II deja de lado la acción y los tiroteos caóticos de la primera parte, y se nos ofrece una aventura donde prima más la investigación y el suspenso.